# Hershey's Kisses
Hershey's Kisses è un marchio di cioccolatini dell'azienda statunitense Hershey Company. Gli Hershey's Kisses si presentano come gocce di cioccolato dal fondo piatto rivestite di pellicola d'alluminio. Il loro nome, che si traduce in "baci della Hershey", è dovuto al suono della macchina che li produce, che ricorda quello di un bacio.

## Storia
Gli Hershey's Kisses vennero introdotti nel 1907 ed erano avvolti nella pellicola a mano. In seguito, nel 1921, fu installata una macchina che incartava i cioccolatini automaticamente. Nel 1942, durante la seconda guerra mondiale, la produzione delle praline fu brevemente interrotta a causa del razionamento dei fogli di alluminio. Nel 1989 quello degli Hershey's Kisses divenne il quinto marchio di dolci al cioccolato più popolare degli USA. Nel 2005 venne introdotta una versione più piccola dei Kisses, oggi non più in commercio, che prendeva il nome di Hershey's Kissables. Ogni giorno vengono prodotti più di 60 milioni di cioccolatini Hershey's Kisses in due degli stabilimenti dell'azienda.